# الجدول الزمني لتاريخ المملكة الأردنية الهاشمية
فيما يلي التسلسل الزمني للأحداث الكبرى التي جرت في تاريخ الدولة الحديثة في الأردن:

## فترة الدولة العثمانية
- 1916: في أيار (مايو)، وقبل هزيمة الدولة العثمانية، عقدت اتفاقية سايكس بيكو بين بريطانيا وفرنسا، والتي بموجبها تم تحديد الكثير من الحدود المشتركة بين سوريا وما أصبح لاحقاً (الأردن) وفلسطين والعراق. في ذلك الوقت، كانت المنطقة التي أصبحت اليوم الأردن جزءاً من ولاية الحجاز وولاية دمشق.
- 1916: في حزيران (يونيو)، دخل الحسين بن علي الهاشمي في تحالف مع المملكة المتحدة وفرنسا ضد العثمانيين تقريباً في 8 يونيو 1916. هذا التحالف كان البادئ للثورة العربية الكبرى.[1]
- 1916: في حزيران (يونيو)، الحسين بن علي الهاشمي يعلن ملكاً على المملكة الحجازية الهاشمية.
- 1917: عودة أبو تايه وتوماس إدوارد لورنس يهزمان العثمانيين في معركة العقبة - وهو النجاح العسكري الأساسي للقوات الأردنية في الثورة العربية الكبرى.[2]
- 1918: العثمانيون يصدون أول هجوم على مدينة عمان في عهد إمارة شرق الأردن وثاني هجوم على غور نمرين والسلط في شرق الأردن.
- 1918: بين شهري أيلول (سبتمبر) وتشرين الأول (أكتوبر)، وقوات الحلف الثلاثي تلحق الهزيمة بالعثمانيين في معركة مجدو (1918).[3]
- 1918: الدولة العثمانية توقع هدنة مودروس، منهيةً بذلك مسرح أحداث الشرق الأوسط خلال الحرب العالمية الأولى.
- 1918: فيصل الأول، الابن الثالث للشريف حسين بن علي الهاشمي وأحد قادة الثورة العربية، أعلن رئيساً للحكومة المؤقتة لما كان يعرف سابقاً بولاية دمشق.[4][5] تم تقسيم المنطقة التي أصبحت شرق الأردن بين الامتداد الجنوبي لسوريا والامتداد الشمالي من الحجاز [2]
- 1919: خلال مؤتمر الصلح: اتفاقية فيصل وايزمان.
- 1920: في آذار (مارس)، فيصل يُنصب ملكاً على المملكة السورية العربية.
- 1920: في نيسان (أبريل)، مؤتمر سان ريمو يحدد الخطوط العريضة لأهداف الانتداب الفرنسي على سورية ولبنان والانتداب البريطاني على فلسطين بالإضافة لبنود اتفاقية سايكس بيكو. حددت الحدود بين الأراضي البريطانية والفرنسية شمال شرق الأردن من ولاية دمشق، ولكن لم يرد أي ذكر مباشر لشرق الأردن في المؤتمر.[2]
- 1920: معركة ميسلون - في تموز (يوليو) القوات الفرنسية تحتل دمشق وتطرد فيصل الأول. وشقيقه عبد الله الأول بن حسين يحرك قواته نحو معان (ثم شمالاً إلى المملكة الحجازية الهاشمية) بغية تحرير دمشق.
- 1920: تشرين الأول (أوكتوبر)، فردريك بيك يشكل وحدة من 150 رجلاً عرفت باسم «القوة المتحركة».

## فترة الإمارة والولاية 1921-1946
- 1921: في آذار (مارس)، مؤتمر القاهرة (1921) يوافق على منح إمارة شرق الأردن للأمير عبد الله وولاية بلاد ما بين النهرين للأمير فيصل.[6] أثناء المؤتمر، دعا ونستون تشرشل الأمير عبد الله إلى حفل شاي، حيث أقنع الأمير بالبقاء وعدم مهاجمة الفرنسيين في مقابل إنشاء إمارة شرق الأردن.[7]
- 1922: مجلس عصبة الأمم يقبل مذكرة شرق الأردن والتي تعرّف حدود شرق الأردن وتستثني أراضيها من الأحكام الواردة في الانتداب بشأن الوطن القومي لليهود.[8]
- 1922: الحكومة البريطانية تمرر أمر تعريف حدود المنطقة للمجلس التي لا ينطبق عليها القرار الخاص بفلسطين الموجود في المجلس.
- 1923: بريطانيا تعترف بإمارة شرق الأردن، وبالأمير عبد الله أميراً عليها.
- 1923: اطلاق اسم «الجيش العربي» على القوة المتحركة التي أنشأها فردريك بيك.
- 1924:
  - الإعمار الهاشمي الأول: للمقدسات الإسلامية في مدينة القدس على يد الحسين بن علي شريف مكة وابنه مؤسس الأردن عبد الله بن الحسين.
  - 3 مايو: تعيين حكومة علي رضا الركابي الثانية
- 1925: عقد اتفاقية بين شرق الأردن ونجد، حددت بموجبها الحدود الرسمية بين البلدين بعد مؤتمر الكويت. واختتمت الاتفاقية بالبيان "سوف يظل هذا الاتفاق ساري المفعول طالما كانت حكومة صاحب الجلالة البريطانية مكلفة بالانتداب على شرق الأردن.[9]

## فترة ما بعد الولاية
- 1946: بريطانيا تنهي انتدابها على شرق الأردن، وتمنحه الاستقلال التام.
- 1947: اكتشاف مخطوطات البحر الميت.
- 1947-48: آلاف الفلسطينيين ينزحون هرباً من الحرب الدائرة في فلسطين مع اليهود إلى الضفة الغربية والأردن.
- 1948-49: اختتام الصراع العربي الإسرائيلي بهدنة 1949. انتهاء الانتداب البريطاني على فلسطين بتقسيم فلسطين بين إسرائيل والأردن ومصر.

## ما بعدحرب 1948

صورة تظهر الأراضي المتبادلة بين الأردن (الأخضر - كسب)، والمملكة العربية السعودية (الأحمر-اكتساب)

- 1951: اغتيال رياض الصلح، رئيس الوزراء اللبناني الأسبق على يد عضو من الحزب القومي السوري.[10]
- 1951: اغتيال الملك عبد الله الأول بن حسين في القدس وإعلان ابنه طلال ملكاً على الأردن.
- 1956: اذار: تعريب قيادة الجيش العربي
- 1957 اكتمال انسحاب القوات البريطانية بالكامل من الأردن.
- 1958: إنشاء الاتحاد العربي في شهر شباط (فبراير)، وذلك قبل وقت قصير من إنشاء الجمهورية العربية المتحدة بين مصر وسوريا. تم تفكيكه في أعقاب حركة تموز 1958 في العراق.
- 1965: الأردن والمملكة العربية السعودية يخلصان إلى اتفاقية لإعادة ترتيب الحدود بشكل محدود. جرى على إثرها تبادل لبعض الأراضي، ما يسمح الأردن لتوسيع مرافق ميناء العقبة وحماية المراعي وتعزيز حقوق بعض القبائل البدوية.
- 1967: حرب 1967.

## ما بعد حرب 1967
- 1968: معركة الكرامة بين القوات البرية الملكية الأردنية وجيش الدفاع الإسرائيلي.
- 1970: أحداث أيلول الأسود.
- 1973: حرب أكتوبر.
- 1989: معاهد إنشاء مجلس التعاون العربي بين مصر والأردن والعراق واليمن.
- 1994: معاهدة السلام الأردنية الإسرائيلية.
- 1999: وفاة الملك الحسين بن طلال والملك عبد الله الثاني بن الحسين يصبح الملك الرابع على المملكة الأردنية الهاشمية.